# Ferdinand Brunetière
Ferdinand Brunetière (Toulon, 19 de julho de 1849 - Paris, 9 de dezembro de 1906) foi um escritor e crítico francês.

## Vida pessoal e pública

### Primeiros anos
Brunetière nasceu em Toulon, Var, Provence. Depois da escola em Marselha, estudou em Paris no Lycée Louis-le-Grand. Desejando uma carreira docente, ele entrou para a École Normale Supérieure, mas falhou, e a eclosão da guerra em 1870 o impediu de tentar novamente. Ele se voltou para aulas particulares e críticas literárias. Após a publicação de artigos de sucesso no <i id="mwFA">Revue Bleue</i>, ele se conectou com o Revue des Deux Mondes, primeiro como colaborador, depois como secretário e subeditor e, finalmente, em 1893, como editor principal.

### Carreira
Em 1886, Brunetière foi nomeado professor de língua e literatura francesa na École Normale, uma honra singular para quem não havia passado pela fábrica acadêmica; e mais tarde presidiu com distinção várias conferências na Sorbonne e em outros lugares. Ele foi decorado com a Legião de Honra em 1887 e tornou-se membro da Académie Française em 1893.
Os trabalhos publicados de Brunetière consistem em grande parte de trabalhos e palestras reimpressos. Eles incluem seis séries de críticas do Etudes (1880 – 1898) sobre história e literatura francesas; Le Roman naturaliste (1883); Histoire et Littérature, três séries (1884 – 1886); Questions de critique (1888; segunda série, 1890). O primeiro volume de L'Evolution de genres dans l'histoire de la littérature, lições em que uma classificação formal, fundada no darwinismo, é aplicada aos fenômenos da literatura, apareceu em 1890; e seus trabalhos posteriores incluem uma série de estudos (2 vols, 1894) sobre a evolução da poesia lírica francesa durante o século X, uma história da literatura clássica francesa iniciada em 1904, uma monografia sobre Honoré de Balzac (1906) e vários panfletos de natureza polêmica que trata de questões de educação, ciência e religião. Entre eles, podemos citar Discours académiques (1901), Discours of combat (1900, 1903), L'Action sociale du Christianisme (1904), Sur les chemins of the croyance (1905).

### Atividade política
Brunetière foi um dos principais membros dos antiDreyfusards.

### Visões religiosas
Antes de 1895, Brunetière era amplamente conhecido como um estudioso racionalista e livre-pensador. Naquele ano, porém, ele publicou um artigo, "Après une visite au Vatican", no qual argumentava que a ciência era incapaz de fornecer uma moralidade social convincente e que somente a fé poderia alcançar esse resultado.  Pouco depois, ele se converteu ao catolicismo romano. Como católico, Brunetière era ortodoxo e suas simpatias políticas eram conservadoras. Ele escreveu o artigo "Apreciação literária e teológica de Bousset" para a Enciclopédia Católica.

## Obras
- Études Critiques sur l’Histoire de la Littérature Française (8 vols., 1880–1907).
- Le Roman Naturaliste (1883).
- Histoire et Littérature (3 vols., 1884).
- Questions de Critique (1888).
- Nouvelles Questions de Critique (1890).
- Évolution de la Critique (1890).
- Évolution des Genres dans l’Histoire de la Littérature (2 vols., 1890).
- Epoques du Théâtre Français (2 vols., 1891–1892).
- Histoire de la Littérature Française Classique (4 vols., 1891–1892).
- Essais sur la Littérature Contemporaine (1892).
- Évolution de la Poésie Lyrique en France au dix-neuvième Siècle (2 vols., 1892–1894).
- La Science et la Religion (1895).
- Nouveaux Essais sur la Littérature Contemporaine (1895).
- Bases de la Croyance (1896).
- La Renaissance de l'Idéalisme (1896).
- Manuel de l’Histoire de la Littérature Française (1898).
- Discours Académiques (1901).
- Les Raisons Actuelles de Croire (1901).
- Victor Hugo (2 vols., 1902).
- Variétés Littéraires (1904).
- Cinq Lettres sur Ernest Renan (1904).
- Sur les Chemins de la Croyance (1904).
- Honoré de Balzac, 1799–1850 (1906).
- Discours de Combat (3 vols., 1900–1907).
- Lettres de Combat (posthumous, 1912).

Traduzido para o inglês
- Essays in French Literature (1898, D. Nichol Smith)
- Manual of the History of French Literature (1898).
- Honoré de Balzac (1906). 2nd edition (1907).
- The Law of the Drama (1914).
- Science and Religion (2016, Erik Butler).